# Biblioteca Hans Glauber
La Biblioteca Hans Glauber è una biblioteca pubblica di Dobbiaco.
Fondata nel 1987, dispone di circa 500 m² di superficie utilizzabile, che include un’area per bambini, uno spazio dedicato al benessere e una terrazza panoramica. Si presenta pertanto anche come una biblioteca esperienziale.

## Storia
Inizialmente, la Biblioteca Hans Glauber era situata nel centro di Dobbiaco Vecchia. Dal 2010 si trova, insieme alla scuola materna, in un moderno complesso edilizio accanto alla scuola media di Dobbiaco. Da allora porta il nome dell’ecologista e fondatore dei "Colloqui di Dobbiaco", Hans Glauber.
Nel 2006, la Biblioteca Hans Glauber ha ottenuto per la prima volta il certificato di qualità nell’ambito del sistema di assicurazione qualità per le biblioteche pubbliche della provincia di Bolzano. Successivamente, ha superato anche gli audit di rinnovo negli anni 2009 e 2012.
Dalla riapertura nel 2010, la Biblioteca Hans Glauber svolge sia il ruolo di biblioteca pubblica sia quello di biblioteca scolastica per la scuola secondaria di primo grado di Dobbiaco.
È stata una delle prime biblioteche della provincia di Bolzano ad essere munita di e-book.

## Struttura
La biblioteca dispone di un patrimonio di circa 13.000 opere. Circa il 35% di esse è in lingua italiana, il restante è in lingua tedesca, vi è anche una piccola parte in lingua inglese. Gli utenti hanno a disposizione quattro postazioni informatiche con accesso a Internet, oltre a una connessione Wi-Fi. La biblioteca offre inoltre un servizio di fax e fotocopie.
Dal 2012, l’offerta della biblioteca include anche un iPad e due e-book reader.
| Quantità | Tipologia                |
| -------- | ------------------------ |
| 10.500   | Libri                    |
| 1.500    | CD musicali e audiolibri |
| 700      | DVD                      |
| 200      | CD-ROM                   |
| 100      | Riviste                  |

Nel 2012 la Biblioteca ha registrato circa 30.000 visite e 34.000 prestiti.